# نبرد رود سوماتا
نبرد سونوماتا-گاوا (به ژاپنی: 墨俣川の戦い Sunomata-gawa no Tatakai) یکی از نبردهای وابسته به جنگ گنپی مابین خاندان تایرا و خاندان میناموتو بود. در ۲۵ آوریل سال ۱۱۸۱، در شهر کنونی استان گیفو در ژاپن رخ داد. این نبرد زمانی آغاز شد که میناموتو نو یوکی‌ایه در طول شب سعی داشت یک شبیخون علیه نیروهای خاندان تایرا انجام دهد. حمله وی علیه نیروهای تایرا نو توموموری بود، مستقیماً در طرف مقابل وی و در امتداد رودخانه رود ناگارا، در نزدیکی مرزهای ولایت اُواری و ولایت مینو قرار داشتند. جنگجویان خاندان میناموتو، برای رسیدن به آنان به آب رودخانه وارد شدند اما زمانی که خاندان تایرا توانستند آنان را در داخل آب، حتی در تاریکی شب تاریک، تشخیص دهند کمین آنان بی اثر ماند و کسانی که در آب بودند مورد حمله قرار گرفتند. میناموتو نو یوکی‌ایه و تعدادی دیگری از خاندان میناموتو که زنده مانده بودند مجبور به عقب‌نشینی از رودخانه شدند.